# Джангазиев, Муса
Муса Джангазиев (23 марта 1921, Кара-Сакал, Туркестанская АССР — 28 февраля 1997, Бишкек) — советский и киргизский писатель. Народный поэт Киргизской ССР (1981). Член СП СССР (1951).

## Биография
Муса Джангазиев родился в 1921 году в селе Кара-Сакал (ныне — в Сокулукском районе Чуйской области) в семье крестьянина-бедняка. Лишившись родителей, с 1930 до 1937 года воспитывался в детском доме, а затем, до 1941 года, работал пионервожатым средней школы.
В годы Великой Отечественной войны работал секретарём Гульчинского райкома комсомола, с 1942 по 1945 год — секретарём Ошского обкома комсомола. В 1945—1946 годы работал в аппарате республиканской газеты «Кызыл Кыргызстан», затем до 1948 года учился в Республиканской партийной школе при ЦК КП Киргизии. С 1948 года — редактор республиканской пионерской газеты «Кыргызстан пионери», затем — детского журнала «Жаш ленинчи», в 1953—1954 — редактор республиканского общественно-политического и литературно-художественного журнала «Советтик Кыргызстан».
Окончив в 1956 году двухгодичные Высшие литературные курсы при Союзе писателей СССР, работал редактором журнала «Жаш ленинчи». С 1961 года — главный редактор журнала «Ала-Тоо», позже возглавлял редакцию газеты «Кыргызстан маданияты». Избирался секретарём правления Союза писателей Кыргызстана.
Избирался депутатом Фрунзенского горсовета народных депутатов, членом ГК КП Кыргызстана.

## Творчество
Литературным трудом М. Джангазиев начал заниматься в 1940 году. Сначала он писал очерки, фильетоны и корреспонденции для республиканских газет, а затем стихотворения для детей.
В 1950 году появилась первая книга стихотворений М. Джангазиева «Детство», в которой изображается привольная жизнь киргизской детворы при Советской власти, учебные будни школьников. Книга «Детство» имела заслуженный успех у читателей и М. Джангазиев становится признанным детским писателем.
В 1951 году вышли два его поэтических сборника для детей: «Звёзды» и «Цветы счастья», в 1952 — «Пионеры». Обратившись к теме дружбы русской и киргизской детворы, в 1953 году М. Джангазиев написал повесть «Неразлучные друзья».
В 1954 году вышла повесть М. Джангазиева «Одноклассники Назарбека», в 1956 — «Новый товарищ», в которых изображается, как школьники помогают взрослым в труде, каким большим другом ребят может стать хорошая книга.
М. Джангазиев являлся автором ряда книг для самых маленьких. Его сборники «Белый Ягнёнок», «Уголок Дурова», «Загадочный камень», предназначенные для детей дошкольного возраста, являлись одними из лучших книг детской киргизской литературы.
В переводах на русский язык Киргизским государственным издательством и Киргизским государственным издательством учебной педагогической литературы было выпущено пять книг М. Джангазиева: «Интересная игра», «Новая улица», «Здесь будет памятник», «Надпись на скале».

### на русском языке
- М. Джангазиев. Очень странная гора : Стихи. — Москва: «Детгиз», 1955. — 32 с.
- М. Джангазиев. Новая улица : Стихи. — Фрунзе: «Киргизучпедгиз», 1956. — 36 с.
- М. Джангазиев. Здесь будет памятник : Стихи. — Фрунзе: «Киргизучпедгиз», 1957. — 52 с.
- М. Джангазиев. Счастливые строки : Сборник стихов / Пер. на рус. И. Г. Волобуевой. — Фрунзе: «Киргизгосиздат», 1957. — 202 с.
- М. Джангазиев. Детям : Избранные стихи для детей. — Фрунзе: «Киргизучпедгиз», 1958. — 130 с.
- М. Джангазиев. Новый сад : Стихи. — Москва: «Советский писатель», 1958. — 93 с.
- М. Джангазиев. Победа Дженишбека : Рассказы. — Москва: «Детгиз», 1958. — 46 с.
- М. Джангазиев. Аскар : Поэма. — Фрунзе: «Киргизучпедгиз», 1959. — 60 с.
- М. Джангазиев. Беспокойные питомцы : Повесть. — Москва: «Детгиз», 1962. — 189 с.
- М. Джангазиев. Киргизское ожерелье. — Фрунзе: «Кыргызстан», 1966. — 146 с.
- М. Джангазиев. Вожатый : Поэма. — Москва: «Правда», 1964. — 64 с.
- М. Джангазиев. Раздумья : Стихи. — Фрунзе: «Кыргызстан», 1968. — 102 с.
- М. Джангазиев. Снега вершин : Стихи и поэма. — Москва: «Советский писатель», 1971. — 102 с.
- М. Джангазиев. Там, где тёплый, синий Иссык-Куль : Повесть. — Москва: «Детская литература», 1974. — 64 с.
- М. Джангазиев. Мой дом в золотой долине : Стихи и поэмы. — Москва: «Мектеп», 1976. — 236 с.
- М. Джангазиев. Динара : Стихи. — Москва: «Мектеп», 1978. — 12 с.
- М. Джангазиев. Вместе с жаворонками : Стихи. — Москва: «Советский писатель», 1979. — 118 с.
- М. Джангазиев. Пою жизнь : Стихи. — Москва: «Советский писатель», 1987. — 125 с.

### на киргизском языке
- М. Джангазиев. Балалык : Ырлар (Детство). — Фрунзе: «Кыргызмамбас», 1950. — 73 с.
- М. Джангазиев. Бакыт гулдеру (Цветы счастья) : Балдарга арналган ырлар. — Фрунзе: «Кыргызмамбас», 1951. — 111 с.
- М. Джангазиев. Жылдыздар (Звёзды). — Фрунзе: «Кыргызмамбас», 1951. — 80 с.
- М. Джангазиев. Пионерлер (Пионеры). — Фрунзе: «Кыргызмамбас», 1952. — 80 с.
- М. Джангазиев. Ажырагыс достор : Повесть (Неразлучные друзья). — Фрунзе: «Кыргызмамбас», 1953. — 274 с.
- М. Джангазиев. Келечектин ээлери (Хозяева будущего). — Фрунзе: «Кыргызмамбас», 1953. — 104 с.
- М. Джангазиев. Москвага учуп бар (Лети в Москву). — Фрунзе: «Кыргызокуупедмамбас», 1954. — 52 с.
- М. Джангазиев. Назарбектин классташтары : Повесть (Одноклассники Назарбека). — Фрунзе: «Кыргызокуупедмамбас», 1954. — 280 с.
- М. Джангазиев. Тянь-шандык кишилер : Ырлар (Люди с Тянь-Шаня). — Фрунзе: «Кыргызмамбас», 1955. — 64 с.
- М. Джангазиев. Ак козум (Белый ягнёнок). — Фрунзе: «Кыргызокуупедмамбас», 1956. — 16 с.
- М. Джангазиев. Жацы жолдош (Новый товарищ). — Фрунзе: «Кыргызокуупедмамбас», 1956. — 126 с.
- М. Джангазиев. Оскбн жер : Жаны ырлар (Родной край). — Фрунзе: «Кыргызмамбас», 1957. — 319 с.
- М. Джангазиев. Дуровдун бурчу (Уголок Дурова). — Фрунзе: «Кыргызокуупедмамбас», 1958. — 20 с.
- М. Джангазиев. Кырчын емур : Повесть : Ыр менен жазылган (Цветущая жизнь). — Фрунзе: «Кыргызокуупедмамбас», 1958. — 139 с.
- М. Джангазиев. Экинчи кузгу : Адгемелер (Второе зеркало). — Фрунзе: «Кыргызокуупедмамбас», 1958. — 148 с.
- М. Джангазиев. Булдурквн : Тандалган ырлар (Ежевика). — Фрунзе: «Кыргызокуупедмамбас», 1959. — 143 с.
- М. Джангазиев. Табиамактуу таш (Загадочный камень). — Фрунзе: «Кыргызокуупедмамбас», 1959. — 30 с.
- М. Джангазиев. Зоомаркта (В зоопарке). — Фрунзе: «Кыргызокуупедмамбас», 1960. — 31 с.
- М. Джангазиев. Жсти жылдыктын жеткинчектери : Повесть (Спутник семилетки). — Фрунзе: «Кыргызокуупедмамбас», 1961. — 261 с.
- М. Джангазиев. Сыймык : Ырлар (Гордость). — Фрунзе: «Кыргызмамбас», 1961. — 162 с.
- М. Джангазиев. Учунчу ундун балдары : Ангеме (Дети дома № 3). — Фрунзе: «Кыргызокуупедмамбас», 1961. — 32 с.
- М. Джангазиев. Бул эки кыз, жакшы кыз : Жацы ырлар (Эти две девочки хорошие...). — Фрунзе: «Кыргызокуупедмамбас», 1962. — 160 с.
- М. Джангазиев. Дагы кол чабылды : Ангемелер (Ещё раз аплодисменты). — Фрунзе: «Кыргызокуупедмамбас», 1963. — 244 с.
- М. Джангазиев. Келин : Ангеме, очерктер жыйнагы (Сноха). — Фрунзе: «Кыргызокуупедмамбас», 1963. — 212 с.
- М. Джангазиев. Жыргалым : Ырлар жана поэма (Моё счастье). — Фрунзе: «Кыргызстан», 1965. — 41 с.
- М. Джангазиев. Тилектештер : Повесть (Сочувствующие). — Фрунзе: «Мектеп», 1966. — 271 с.
- М. Джангазиев. Бермет : Поэма жана ырлар. — Фрунзе: «Мектеп», 1967. — 208 с.
- М. Джангазиев. Жалында костёр, жалында : Ырлар (Гори костёр, гори). — Фрунзе: «Мектеп», 1969. — 230 с.
- М. Джангазиев. Кайын сыры : Ырлар жана поэма (Тайна берёзы). — Фрунзе: «Кыргызстан», 1969. — 128 с.
- М. Джангазиев. Тан : Тандалма жана жаны ырлар (Заря). — Фрунзе: «Кыргызстан», 1970. — 206 с.
- М. Джангазиев. Менин бешим кыпкызыл : Ангемелер (Моя пятёрка красная). — Фрунзе: «Мектеп», 1970. — 247 с.
- М. Джангазиев. Бала менин емурум : Ырлар, жомоктор, поэмалар (Дети — моя жизнь). — Фрунзе: «Мектеп», 1970. — 28 с.
- М. Джангазиев. Кез нурларым : Ырлар, поэмалар (Свет моих очей). — Фрунзе: «Мектеп», 1973. — 215 с.
- М. Джангазиев. Динара : Ырлар (Свет моих очей). — Фрунзе: «Мектеп», 1975. — 12 с.
- М. Джангазиев. Суйунем : Ырлар жыйнагы (Радуюсь). — Фрунзе: «Кыргызстан», 1975. — 139 с.
- М. Джангазиев. Тандалган ырлар (Избранные стихотворения). — Фрунзе: «Мектеп», 1978. — 351 с.
- М. Джангазиев. Бала менин емурум : Тандалган ырлар, поэмалар, жомоктор (Дети — моя жизнь). — Фрунзе: «Мектеп», 1980. — 368 с.
- М. Джангазиев. вмур гулум : Ырлар (Цветы моей жизни). — Фрунзе: «Кыргызстан», 1980. — 204 с.
- М. Джангазиев. Керме TOO : Ырлар (Горная гряда). — Фрунзе: «Кыргызстан», 1983. — 140 с.
- М. Джангазиев. Улуу тоонун балдары : Ырлар (Дети небесных гор). — Фрунзе: «Мектеп», 1984. — 351 с.
- М. Джангазиев. Жылдар учат : Ырлар жана поэмалар (Летят годы). — Фрунзе: «Кыргызстан», 1986. — 128 с.

### на языках народовСССР
- М. Джангазиев. Молодость Кыргызстана. — Алма-Ата: «Казахиздат», 1960. — 43 с.
- М. Джангазиев. Победа Дженишбека. — Ашхабад, 1961. — 50 с.
- М. Джангазиев. Рассказы. — Таллин, 1964.
- М. Джангазиев. Неспокойные воспитанники : Повесть и рассказы. — Киев: «Веселка», 1972. — 145 с.
- М. Джангазиев. Там, где тёплый, синий Иссык-Куль : Повесть. — Ташкент: «Ёш гвардия», 1975. — 64 с.
- М. Джангазиев. Мой дом в золотой долине. — Душанбе: «Маориф», 1980. — 46 с.
- М. Джангазиев. Там, где тёплый, синий Иссык-Куль : Повесть. — Вильнюс: «Вага», 1982. — 56 с.
- М. Джангазиев. Дневник : Стихи. — Алма-Ата: «Жалын», 1983.
- М. Джангазиев. Радость Кубанычбека : Стихи и сказка. — Ташкент: «Ёш гвардия», 1983. — 26 с.
- М. Джангазиев. Там, где тёплый, синий Иссык-Куль : Рассказы. — Тбилиси: «Нака-дули», 1985. — 67 с.

## Награды
- Орден Трудового Красного Знамени (в т.ч. 28 октября 1967 года).
- Два ордена «Знак Почёта»(в т.ч. 1 ноября 1958 года).
- Награждён 14 раз — Почётной грамотой Верховного Совета Киргизской ССР.
- Грамота Президиума Верховного Совета УССР.
- Почётные грамоты ЦК ВЛКСМ, ЦК ЛКСМ Кыргызстана.
- Грамоты комитета мира, Фонда мира.
- Отличник народного образования Киргизской ССР.
- Отличник печати СССР.
- Отличник пионерской и комсомольской работы.